# Ungarische Sauce
Als Ungarische Sauce bezeichnet man verschiedene Zubereitungen von Saucen.
- Variante A: Weißweinsauce wird mit Kalbsglace und Saurer Sahne verkocht. Dabei wird sie mit viel Paprikapulver gewürzt
- Variante B: Zwiebel- und Speckwürfel werden in Schmalz angebraten und mit Saurer Sahne und Rosenpaprika gekocht. Anschließend füllt man mit Fleischglace auf.
- Variante C: Zwiebel- und Speckwürfel werden angebraten und mit Paprikapulver angestäubt (papriziert) und mit Tomatensauce aufgefüllt (tomatiert). Als Einlage werden kleine Würfel von Gemüsepaprika und Tomatenfleisch hinzugefügt.

Als Ungarische Art (frz. à la hongroise) bezeichnet man die Zubereitung mit einer leicht sauren Rahmsauce und Paprikapulver, Speck- und Zwiebelwürfeln. Beispiele hierfür sind Kalbskotelett und Kalbsschnitzel.